# Castro Laboreiro e Lamas de Mouro
Castro Laboreiro e Lamas de Mouro (llamada oficialmente União das Freguesias de Castro Laboreiro e Lamas de Mouro) es una freguesia portuguesa del municipio de Melgazo, distrito de Viana do Castelo.

## Historia
Fue creada el 28 de enero de 2013 en aplicación de una resolución de la Asamblea de la República de Portugal promulgada el 16 de enero de 2013 con la unión de las freguesias de Castro Laboreiro y Lamas de Mouro, pasando su sede a estar situada en la antigua freguesia de Castro Laboreiro.

## Demografía
| Gráfica de evolución demográfica de Castro Laboreiro e Lamas de Mouro entre 2011 y 2021 |
|                                                                                         |
| Datos según el nomenclátor publicado por el INE portugués.                              |